# Quatuor avec piano de Weber
Le Quatuor avec piano en si bémol majeur, op. 18, est une œuvre pour violon, alto, violoncelle et piano-forte de Carl Maria von Weber composée à Carlsruhe et Stuttgart, de 1806 à 1809. Publiée l'année suivante par les éditions Simrock, la partition porte la référence J. 76 dans le catalogue des œuvres de Weber établi par Friedrich Wilhelm Jähns.

## Composition
Carl Maria von Weber compose l'Adagio de son futur Quatuor pour piano et cordes à Carlsruhe (en Haute-Silésie) le 15 octobre 1806, et peut-être l'Allegro dès cette époque, et l'œuvre est achevée le 25 septembre 1809 à Stuttgart. La partition est publiée par les éditions Simrock à Francfort en 1810.
La mention op. 8, sur certaines éditions, apparaît erronée. La partition porte la référence J. 76 dans le catalogue des œuvres de Weber établi par Friedrich Wilhelm Jähns.

## Structure
L'œuvre est en quatre mouvements « bien équilibrés, dans lesquels le piano s'adjuge un rôle concertant des plus brillants » :
1. Allegro con fuoco en si bémol majeur, à quatre temps (noté ), un premier mouvement qui « commence par le sujet principal, exposition vigoureuse au piano, auquel répondent les instruments à cordes. Une figure agitée mène ensuite au magnifique second sujet, qui est repris par les cordes tandis que le piano tisse autour de lui un motif charmant. Le développement est captivant et est suivi d'une très jolie mélodie d'alto, dont il n'est malheureusement plus fait usage par la suite[8] » ;
2. Adagio ma non troppo en mi bémol majeur à quatre temps (noté ), un adagio qui s'ouvre « dans une atmosphère sereine, mais le mouvement devient violent (più moto e con fuoco), avec des passages agités au violoncelle ; une atmosphère plus calme revient, à nouveau brisée par des passages agités dans la coda[8] » ;
3. Menuetto — Allegro en si bémol majeur, à 
, un menuet qui est « douloureusement agité ; le trio offre toutefois un soulagement lorsqu'on entend au violoncelle un air de danse paysanne[8] » ;
4. Finale — Presto en si bémol majeur, à deux temps (noté ), dont le début vigoureux est formé d'un « remarquable sujet fugué (utilisé comme fugue à la conclusion) », suivi « d'un thème très léger et capricieux, qui prend petit à petit le dessus ; une mélodie plus élégante lui succède. Dans l'ensemble, ce mouvement rappelle trop l'opéra et le pot-pourri, bien qu'il y ait une grâce salvatrice dans la fugue conclusive mentionnée plus haut[8] ».

## Analyse
Pour Wilhelm Altmann, le Quatuor avec piano est « est essentiellement écrit dans une veine sereine et gaie ». 
François-René Tranchefort présente l'œuvre comme « une partition s'écoutant avec agrément, sans qu'il soit nécessaire d'y chercher une quelconque profondeur ». 
L'Adagio ma non troppo, « le cœur du quatuor », est « marqué par une grande tension et traversé par d'innombrables éclairs de génie ». Le thème du Finale, « soumis à un fugato savant, évidemment non dénué de malice, d'une humeur ludique et exubérante » est « un parfait exemple de l'humour propre à Weber ». John Warrack considère ce mouvement comme « véritablement excellent, d'une invention vive et très bien développé » :

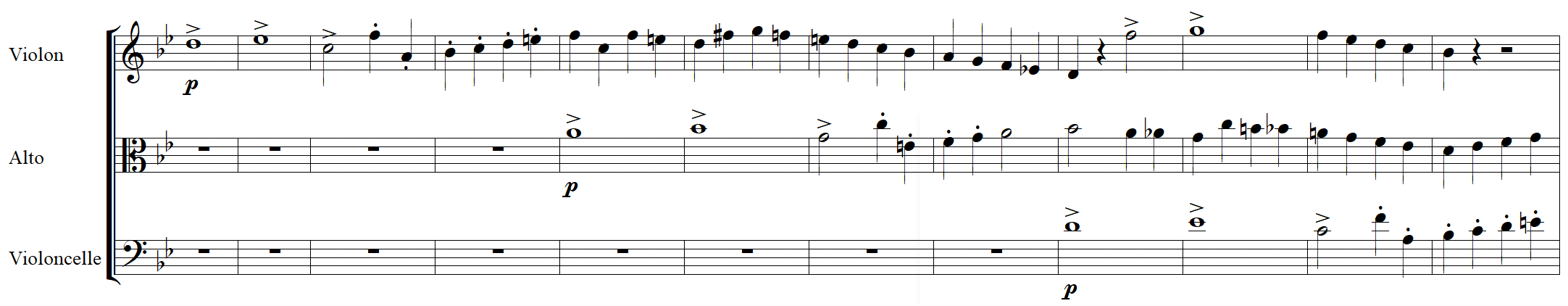
Finale — Presto. Premières mesures fugato.

Les trois grandes œuvres de musique de chambre de Weber — le Quintette avec clarinette, le Quatuor avec piano et le Trio pour flûte, violoncelle et piano — « possèdent un charme immense » même si « elles ne comptent pas parmi ses œuvres maîtresses ».

## Discographie
- Weber, Chamber music (Quintette avec clarinette, Trio pour flûte, violoncelle et piano et Quatuor avec piano) — The Gaudier Ensemble — Hyperion Records, CDA 67464 (2004)
- Weber, Sonates progressives pour violon & piano et Quatuor avec piano — Isabelle Faust (violon Stradivarius), Boris Faust (alto), Wolfgang Emanuel Schmidt (violoncelle) et Alexander Melnikov (piano-forte) — Harmonia Mundi, HMC 902108 (2013)

### Ouvrages généraux
- Wilhelm Altmann (trad. Marie-Stella Pâris), « Weber, Carl Maria Friedrich Ernst, Freiherr von », dans Walter Willson Cobbett (dir.), Dictionnaire encyclopédique de la musique de chambre, vol. II : K–Z, Paris, Robert Laffont, coll. « Bouquins », 1999 (ISBN 2-221-07848-9), p. 1575–1577.
- François-René Tranchefort, Guide de la musique de chambre, Paris, Fayard, coll. « Les Indispensables de la musique », 1987, 996 p. (ISBN 2-2130-2403-0, OCLC 21318922, BNF 35064530), p. 927-932.

### Monographies
- Jean-Luc Caron et Gérard Denizeau, Carl Maria von Weber, Paris, bleu nuit éditeur, coll. « horizons » (no 73), 2019, 176 p. (ISBN 978-2-358-84087-3).
- John Warrack (trad. Odile Demange), Carl Maria von Weber, Paris, Fayard, 1987, 480 p. (ISBN 978-2-213-01979-6).